# 牛华镇
牛华镇位于四川省乐山市五通桥区，镇域面积48.7平方公里，集镇面积约3.2平方公里，总人口42470人。2019年12月，撤销新云乡，将其所属行政区域划归牛华镇管辖。

## 简介
牛华境内有“流花之溪”，镇名由此为“流花溪”，后更名为“牛华溪”，再后来更名为“牛华镇”。牛华镇因盐业而兴盛，秦时李冰治水，即在红岩子凿井制盐，清末明初更显繁荣。有说法称，牛华镇曾与江西景德镇，广东佛山，河南朱仙镇并称为中国四大名镇。
牛华镇是世界上最早突破百米深石油竖井的地方，盐化工和机电产品是全镇主导产业。

## 行政区划
现辖：
二码头社区、碳坝市社区、半边街社区、巴岩井社区、沙板滩社区、三塔村、塘叶村、观音堂村、顺山村、三江村、高山步村、星火村、解放村、群众村、路边村、浸水村、沔坝村、杉树村、汤家坝村和石江村。

## 民俗文化
牛华镇自古以来即为盐商聚集地，有着较为深厚的文化积淀，被乐山市政府命名为“戏剧之乡”。独具地方特色的小吃“豆腐脑”和“麻辣烫”享誉全国。